# Förbundet Aktiva Seniorer
Förbundet Aktiva Seniorer, svensk pensionärsorganisation grundad 1988 efter ett förslag som gick ut på remiss till Medborgarskolan och Moderata samlingspartiet. Förslaget att pensionärsorganisation avisades bestämt av moderaternas dåvarande partisekreterare. Trots Nej gick processen vidare. Grundare var Knut Johansson och Gunn Severien.
Förbundet Aktiva Seniorer (FAS) är en ideell organisation med syfte att främja seniorers kulturella och andra gemensamma intressen. Lokala föreningar finns på för närvarande över 50 platser i landet med över 20 000 medlemmar. Verksamheten består bland annat av föredrag, studiebesök, utflykter och läs och res träffar. Förbundet Aktiva Seniorers studie- och kulturverksamhet genomförs bl. a i samarbete med Medborgarskolan.